# Конница Кенгерли
Конница Кенгерли или Кенгерлинская конница (азерб. Kəngərli süvariləri) — существовавшее в 1828—1856 годах иррегулярное формирование русской армии из представителей азербайджанского племени Кенгерли. Под командованием Эхсан хана Нахчыванского принимало участие в русско-турецкой войне 1828—1829 годов.

## История

### Предыстория
В 1787 году в результате переворота к власти в Нахичеванском ханстве пришел Келб-Али Хан Кенгерли, который опираясь на конницу Кенгерли, установил твёрдую власть, покорив кочевые общества и земледельцев.

### Во время Русско-турецкой войны 1828—1829 годов
Конница Кенгерли в составе русской императорской армии была сформирована в 1828 году во время русско-турецкой войны 1828—1829 годов. Ей командовал полковник Эхсан хан Нахчыванский. Обмундирование всадников конницы Кенгерли состояло из рубахи, суконного или войлочного (на зимнее время) бешмета со стоячим воротником темно-синего цвета, расшитого галунами, головным убором являлась высокая островерхая шапка с нашитой (у всадников) суконной восьмиконечной звездой зелёного цвета. Обувью в боевой и походной обстановке служили сапоги, на биваке — онучи. Бекам полагались эполеты, наибы и векили отличались от аскеров и нукеров наличием галунов на воротнике. В зимнее время всем полагалась бурка. Вооружение состояло из ружья, пары пистолетов и кинжала.

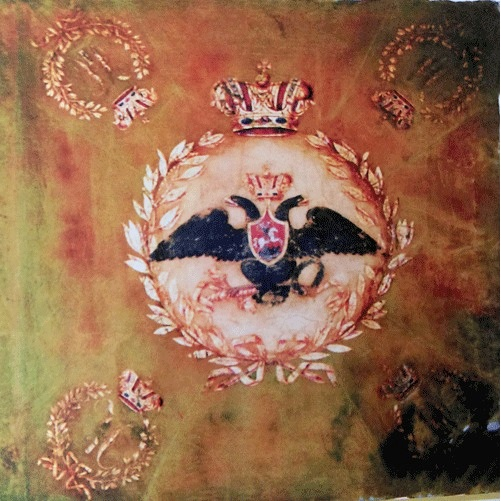
Почётное знамя, пожалованное коннице Кенгерли 26 октября 1830 года за проявленную доблесть. Национальный музей истории Азербайджана

Таким образом двести всадников были направлены на помощь Паскевичу по решению кенгерлинских старейшин Нахичевани. Кавалерию вывел на войну сын слепого хана, капитан русской армии Фарадж-Улла Бек, помощником же его был один из кенгерлинских беков — капитан Зейнал-Абдин Султан Хаджи Иса Султан оглы. В строю сотен также находился Мехти Ага Келб-Али Хан оглы. В составе конницы Кенгерли находились все кенгерлинские беки, способные держать в руках оружие.
На протяжении всей кампании 1829 года конница Кенгерли действовала главным образом в составе Сводного казачьего полка, а как самостоятельное подразделение участвовала лишь в Ольтинской экспедиции отряда подполковника князя М. З. Аргутинского-Долгорукого 18—20 сентября, принимая участие в окружении крепости Ольты и её последующем обстреле, который привёл к капитуляции гарнизона крепости. Конница Кенгерли, бывшая в авангарде отряда, отличилась также в бою у Милли-Дюза. За отличия в сражениях 1829 года все закавказские конно-мусульманские полки, включая конницу Кенгерли, были награждены 26 октября 1830 года памятными знамёнами. Коннице Кенгерли согласно грамоте Николая I за проявленную доблесть было пожаловано почётное знамя, на зелёном полотнище которого изображён Государственный герб и вензель Николая I. В фонде новой истории Музея истории Азербайджана хранится знамя, принадлежавшее одному отряду конницы Кенгерли.
Высочайшая грамота, данная коннице Кенгерли, гласила:
Нашей коннице Кянгерлы.

Отличное мужество, примерная храбрость и постоянное усердие, оказанные конницей Кянгерлы в продолжении войны 1828 и 1829 года против Порты Оттоманской, обратили на оную особенное Наше благоволение, в ознаменование коего Всемилостивейше жалуем ей препровождаемое у сего почетное знамя, которое повелеваем хранить в Нахичевани в тамошнем Правительственном месте, как знак Монаршего нашего внимания к верности и заслугам жителей, составлявших конницу Кянгерлы, в случае надобности вновь сей коннице ополчиться против неприязненных Империи нашей народов, означенному знамени находиться в походе при ополчении. Пребываем Императорскою Нашею милостью к коннице Кянгерлы благосклонны.

Николай

### Дальнейшая история
В середине 1830-х годов кенгерлинское войско насчитывало 350 всадников, постоянно готовых к походу, на содержание которых с населения бывшего Нахичеванского ханства собирался специальный налог в сумме 8400 рублей серебром. Кенгерлинцы были единственной общиной, вооруженные формирования которой находились на военной службе в составе Отдельного Кавказского корпуса на постоянной основе.
В июле 1837 года сотня Кенгерлинской конницы под командованием майора Фарадж-Улла Бека, брата полковника Эхсан-хана, арестовала в Ордубаде ведшего подозрительные проповеди о конце света муллу Мамед-Садыка. 5 октября 1837 года во время поездки по Кавказу император Николай I провёл смотр Кенгерлинской конницы. Во время смотря император назвал конницу «бесподобной». Из рассказа Николая I, записанного А. Х. Бенкендорфом:
Спустившись в долину, я увидел перед собою выстроенную к бою бесподобную конницу Кенгерли, в однообразном одеянии и на чудесных лошадях; начальник ее Эсхан-хан, подскакав ко мне, отрапортовал по-русски, как бы офицер наших регулярных войск. С этою свитою я подъехал к знаменитому Эчмиадзинскому монастырю, перед которым встретил меня армянский патриарх Иоанес верхом… По выходе из монастыря… я сделал смотр конницы Кенгерли, которая сопровождала меня оттуда до Эривани.
Азербайджанский историк Фархад Нагдалиев полагает, что именно под впечатлением смотра Кенгерлинской конницы Николай I распорядился сформировать в своем конвое команду мусульман, состоящую из представителей знатных азербайджанских родов.
В 1850 году конница Кенгерли, ранее подчинявшаяся военному ведомству, была переподчинена гражданскому управлению и стала нести обязанности полицейской, пограничной и таможенно-карантинной стражи в Нахчыванском уезде.
Во время Крымской войны три сотни конницы Кенгерли действовали на кавказском театре военных действий в составе Эриванского отряда русской армии под командованием генерал-лейтенанта барона К. К. Врангеля. На протяжении всей кампании 1854 года всадники постоянно находились на передовых позициях, неся разведывательно-дозорную службу.
По окончании боевых действий, 30 августа 1856 года конница Кенгерли была распущена.